# Frauenfußball in Deutschland

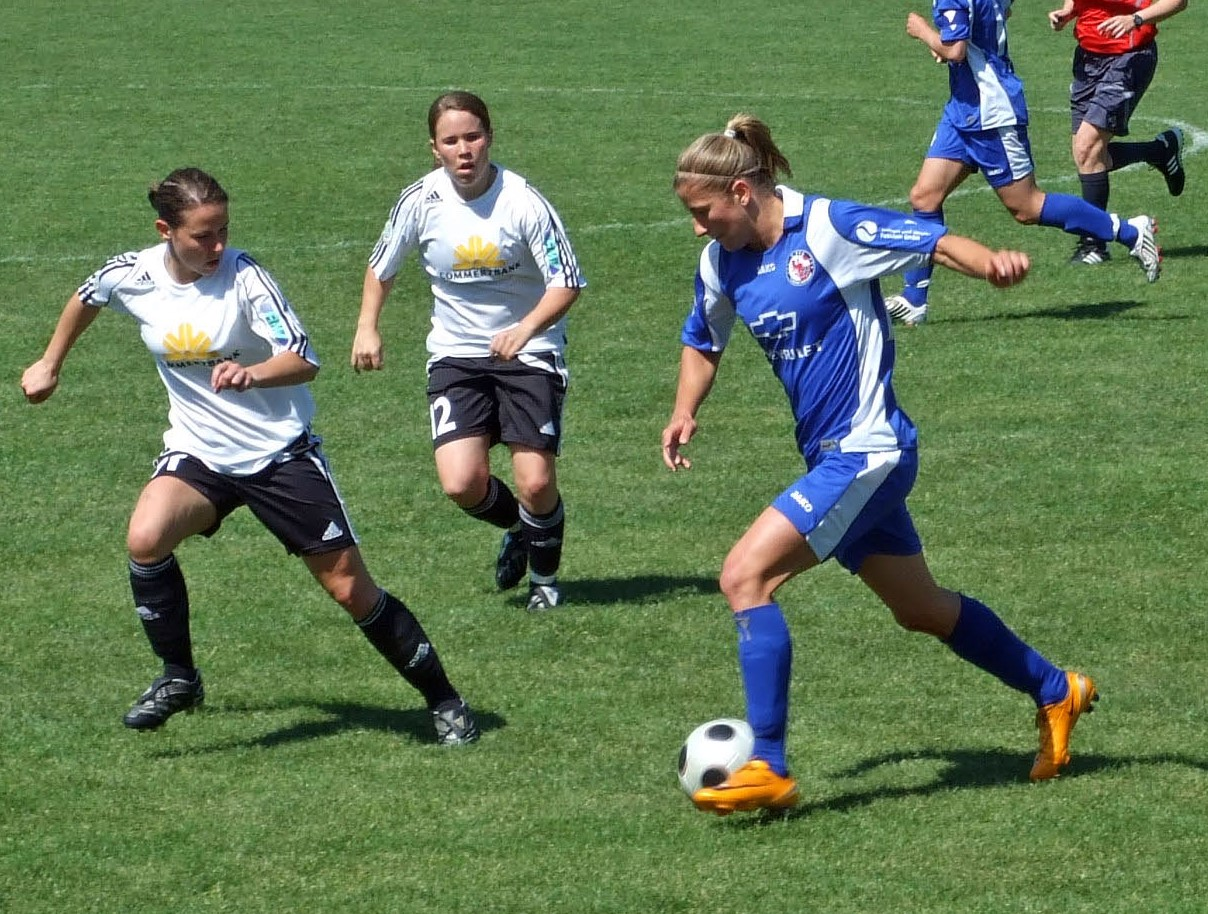
1. Bundesliga, 1. FFC Frankfurt gegen 1. FFC Turbine Potsdam (Mai 2008)

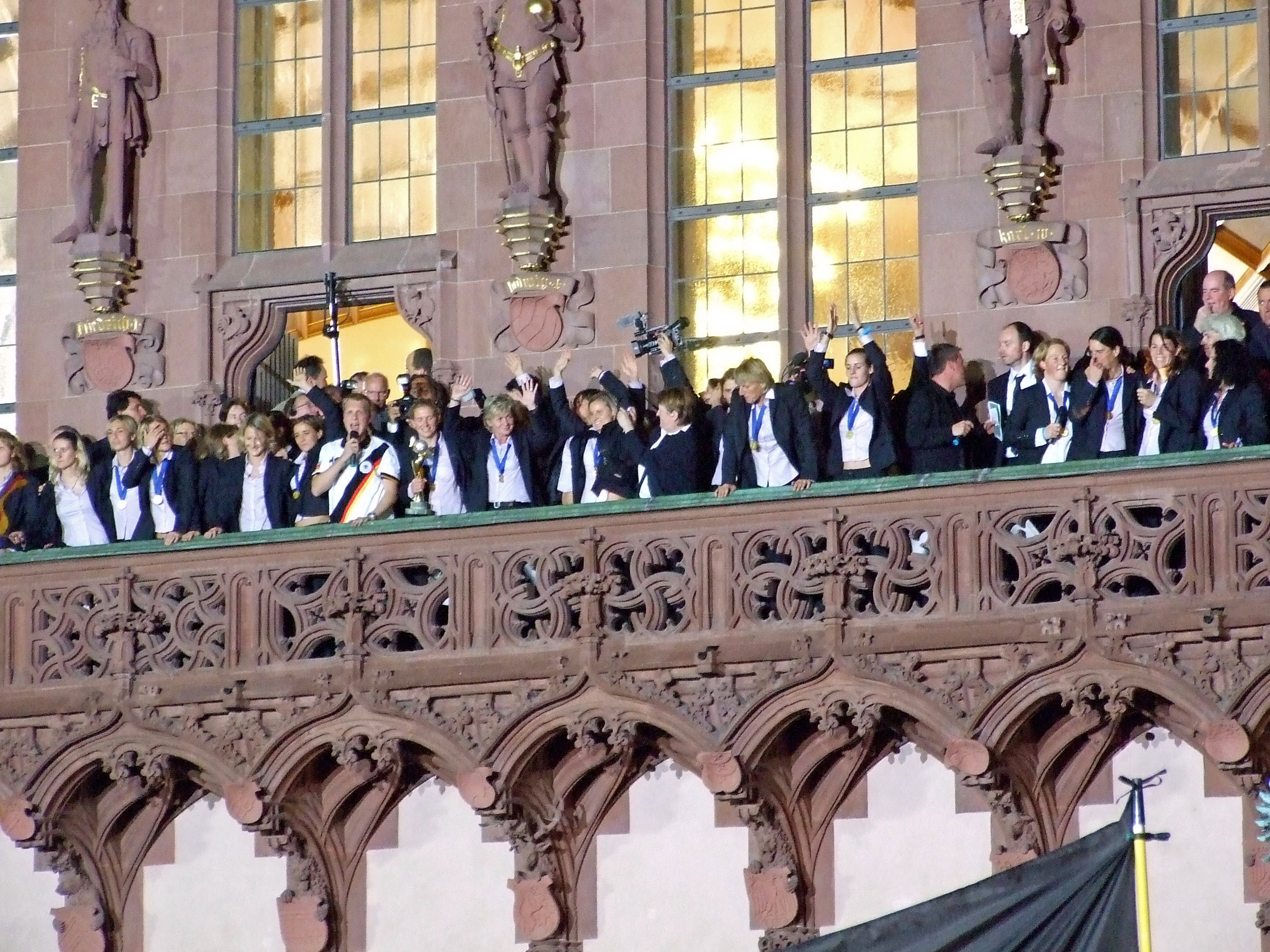
Empfang auf dem Römerbalkon nach der WM 2007

Frauenfußball ist auch in Deutschland eine der am schnellsten wachsenden Sportarten. Nicht zuletzt dank der Erfolge der Nationalmannschaft und der Vereinsmannschaften hat sich der deutsche Frauenfußball von einer belächelten Randsportart zu einem gesellschaftlich akzeptierten Sport entwickelt. Beim DFB gibt es im Frauenfußball ein hierarchisches Ligasystem mit rund 400 Ligen auf bis zu zehn Ebenen, an denen in der Saison 2024/25 4.090 Frauen-Mannschaften teilnahmen. Außerdem waren in derselben Saison 6.042 Mädchen-Mannschaften gemeldet.

## Geschichte

### Anfänge
In Deutschland spielten Frauen um die Wende zum 20. Jahrhundert eine Art Fußball, bei dem sie sich, im Kreis stehend, den Ball gegenseitig zuspielten. Das Spiel galt jedoch als moralisch verwerflich.
Als der Frauenfußball in anderen europäischen Ländern in den 1920er Jahren einen ersten Höhepunkt erreichte, wurde der Sport 1926 in Deutschland vermutlich innerhalb des DFB verboten, dies ist allerdings bisher nur durch Quellen aus einer französischen und einer belgischen Zeitung belegt. Bereits zuvor spielten Frauen in Deutschland Fußball und gründeten Vereine.
Gynäkologen und Funktionäre beklagten eine „weibliche Rekordsucht“, warnten vor einer drohenden Vermännlichung der Sportlerinnen und vor einer Verzögerung der Aufnahme mütterlicher Pflichten durch den Sport.
Die Gegenperspektive existierte aber auch und es gab Sportlerinnen und Medizinerinnen wie Carla Verständig, die dem widersprachen.

### Frauenfußball-Verbot in Vereinen durch den DFB ab Mitte der 1950er Jahre
Als das deutsche Männerteam 1954 die Fußball-Weltmeisterschaft gewann, kam die Diskussion um den Fußball der Frauen erneut auf. Am 30. Juni 1955 beschloss der DFB auf seinem Verbandstag, es den im DFB organisierten Vereinen zu untersagen, Frauenfußball anzubieten. Im Detail lautete der einstimmig getroffene Beschluss hierzu:

„[…] unseren Vereinen nicht zu gestatten, Damenfußball-Abteilungen zu gründen oder Damenfußball-Abteilungen bei sich aufzunehmen, unseren Vereinen zu verbieten, soweit sie im Besitz eigener Plätze sind, diese für Damenfußballspiele zur Verfügung zu stellen, unseren Schieds- und Linienrichtern zu untersagen, Damenfußballspiele zu leiten.“

In der damaligen Begründung hieß es, „… dass diese Kampfsportart der Natur des Weibes im Wesentlichen fremd ist. … Körper und Seele erleiden unweigerlich Schaden und das Zurschaustellen des Körpers verletzt Schicklichkeit und Anstand“. Zudem gab der DFB in seiner Begründung eine angeblich gesundheitsschädigende Wirkung des Sportes auf Frauen an, da dadurch ihre Gebärfähigkeit beeinträchtigt würde.
Am 30. Juli 1955 kam es zu einem Zwischenfall, als der niederrheinische Fußballverband beim Spiel zwischen dem DFC Duisburg-Hamborn und Gruga Essen den Sportplatz zwangsweise räumen ließ. Nach der WM 1954 tummelten sich vor allem im Ruhrgebiet eine stolze Anzahl von Frauenteams und maßen immer wieder untereinander die Kräfte. Das beste Team dieser Zeit war Fortuna Dortmund.
Die Hoffnung des DFB, mit seinem Verbot des Frauenfußballs auf seinem Bundestag am 30. Juli 1955 und durch die nachfolgende Bestätigung am 16. November 1957 dem Frauenfußball ein Ende bereitet zu haben, erfüllte sich nicht. Trotz dieses Verbotes kam es bis 1963 zu 70 Länderspielen. Der Kaufmann Willi Ruppert gründete zunächst 1956 den Westdeutschen Damenfußballverband, im Folgejahr vereinnahmte er sogar den Titel des Deutschen Damenfußballverbandes. Zum ersten Länderspiel dieses Verbandes gegen eine Auswahl aus den Niederlanden kamen am 23. September 1956 18.000 Zuschauer in das Essener Mathias-Stinnes-Stadion. Es endete 2:1 für Deutschland. Am 17. März 1957 fand in München im Dante-Stadion das nächste Spiel gegen Westholland statt.
1958 gründete sich die Deutsche Damen-Fußballvereinigung, die unter Leitung von Josef Floritz bis 1965 etwa 150 inoffizielle Länderspiele organisierte. Den Veranstaltern wurde vorgeworfen, dass sie mit dem frei verfügbaren Begriff ‚Nationalmannschaft‘ schnelles Geld machen wollten. „Wenn das alles so lächerlich gewesen wäre, hätten wir bestimmt nicht ein zweites oder gar drittes Mal in manchen Städten spielen dürfen“, verweist die „Nationalspielerin“ Christa Kleinhans auf dem sportlichen Wert dieser Vergleiche.

### 1968–1990: Frauenfußball in der DDR
Nach der Gründung der ersten Frauenfußballmannschaft 1968, der BSG Empor Dresden-Mitte, wurde der Frauenfußball zunächst staatlicherseits nicht gefördert, die Teams trugen anfangs nur regionale Wettbewerbe (Bezirksebene) aus. Ab 1979 gab es unter dem Namen „Bestenermittlung“ eine DDR-Frauenfußballmeisterschaft. Die erst 1990 gegründete Oberliga Nordost qualifizierte die beiden bestplatzierten Mannschaften für die Bundesliga-Saison 1991/92.
Die DDR-Nationalmannschaft der Frauen absolvierte nur ein einziges Spiel und verlor dies am 9. Mai 1990 mit 0:3 gegen die Tschechoslowakei.

### 1970er Jahre in der Bundesrepublik Deutschland: Aufhebung des DFB-Frauenfußballverbots, Neuanfang und deutsche Meisterschaft
Bereits Ende der 1960er Jahre bildeten sich in der Bundesrepublik Frauenmannschaften innerhalb der dem DFB angeschlossenen Vereine. Am 31. Oktober 1970 hob der DFB auf seinem Verbandstag in Travemünde das Frauenfußballverbot auf. Es gab jedoch einige Auflagen: So mussten die Frauenteams wegen ihrer „schwächeren Natur“ eine halbjährige Winterpause einhalten, Stollenschuhe waren verboten und die Bälle waren kleiner und leichter. Das Spiel selbst dauerte nur 70 Minuten. Später wurde die Spieldauer auf 80 Minuten erhöht. Seit 1993 gilt auch im Frauenfußball eine Spieldauer von zweimal 45 Minuten.
Wim Thoelke empfing 1970 im aktuellen Sportstudio einige Spielerinnen der inoffiziellen deutschen Fußballnationalmannschaft: Doris Reeder, Veronika Kutter, Sonja Spielberger und Marliese Emig. Die Sendung demonstrierte das Unverständnis, das gegenüber dem Frauenfußball seinerzeit herrschte. Moderator Thoelke witzelte in einem Spielkommentar: „Decken, decken – nicht Tisch decken“.
Schnell bildeten sich erste Ligen auf lokaler Ebene. In Berlin wurde 1971 der erste Verbandsmeister ermittelt. Sieger wurde Tennis Borussia Berlin. Die anderen Landesverbände zogen schnell nach und 1973 wurde die erste, wenn auch inoffizielle deutsche Meisterschaft ausgespielt (Endspiel TuS Wörrstadt – Bayern München 3:1). Inoffiziell, weil nicht jeder Landesverband einen Meister ermittelt hatte. Ein Jahr später war es soweit: Am 8. September 1974 standen sich in Mainz die Mannschaften vom TuS Wörrstadt und DJK Eintracht Erle gegenüber. Vor 3800 Zuschauern gewann Wörrstadt mit 4:0 und durfte sich als erster deutscher Frauenfußballmeister feiern lassen. Bärbel Wohllebens Treffer zum 3:0 wurde von den Zuschauern der ARD-Sportschau zum Tor des Monats gewählt.
1977 ernannte der DFB Hannelore Ratzeburg zur Referentin für den Frauenfußball. Auf ihre Initiative hin wurden mit dem Länderpokal und dem DFB-Pokal neue Wettbewerbe eingeführt. Zu dieser Zeit begann die große Ära der SSG 09 Bergisch Gladbach, die zwischen 1977 und 1989 insgesamt neun Mal deutscher Meister der Frauen wurde.
Die Mitgliederzahl der Frauen im DFB stieg von 50.000 im Jahr 1970 bis auf 215.000 im Jahr 1975.

### 1980er Jahre in der Bundesrepublik Deutschland: Länderspiele und der große Durchbruch
1981 wurde erstmals ein deutscher Pokalsieger ermittelt. Das Finalspiel fand bis 2009 grundsätzlich unmittelbar vor dem Männerfinale statt. So bot sich für die Frauenmannschaften die Möglichkeit, sich vor einem großen Publikum zu präsentieren. Erster Pokalsieger wurde die SSG 09 Bergisch Gladbach durch einen 5:0-Sieg über den TuS Wörrstadt.
Am 10. November 1982 fand das erste offizielle Länderspiel der Frauennationalmannschaft statt. Gegner war die Schweiz. Die deutsche Auswahl, die von Gero Bisanz trainiert wurde, gewann das Spiel in Koblenz mit 5:1. Doris Kresimon erzielte dabei das erste Tor. Im gleichen Spiel wurde die damals 18-jährige Silvia Neid eingewechselt und schoss zwei Tore. Über 20 Jahre später wurde sie selbst Nationaltrainerin. Bei den ersten zwei Europameisterschaften kam die deutsche Auswahl nicht über die Qualifikation hinaus.
Im Vereinsfußball kristallisierten sich das Rheinland und Hessen als Hochburgen hinaus. Neben der SSG 09 Bergisch Gladbach tauchten Mitte der achtziger Jahre der KBC Duisburg und der FSV Frankfurt in der Spitzengruppe auf. Nebenbei machte sich ein Leistungsgefälle zwischen den Verbänden, aber auch innerhalb der Verbände bemerkbar. Die o. g. Spitzenvereine wurden in ihren Verbandsligen wenig bis gar nicht gefordert. Andere Vereine waren für ihre Verbandsligen zu stark, aber auf Bundesebene zu schwach. Um das sportliche Niveau zu erhöhen, führte der Westdeutsche Fußballverband 1985 mit der Regionalliga West die erste verbandsübergreifende Spielklasse ein. Norddeutschland zog ein Jahr später mit der Oberliga Nord nach. 1986 fasste der DFB auf seinem Verbandstag in Bremen den Entschluss, eine Bundesliga im Frauenfußball einzuführen. Es vergingen noch einige Jahre, bis diese Liga Wirklichkeit wurde. Ende der 1980er Jahre begann die Ära des TSV Siegen, der bis Mitte der 1990er Jahre Titel in Serie sammelte.

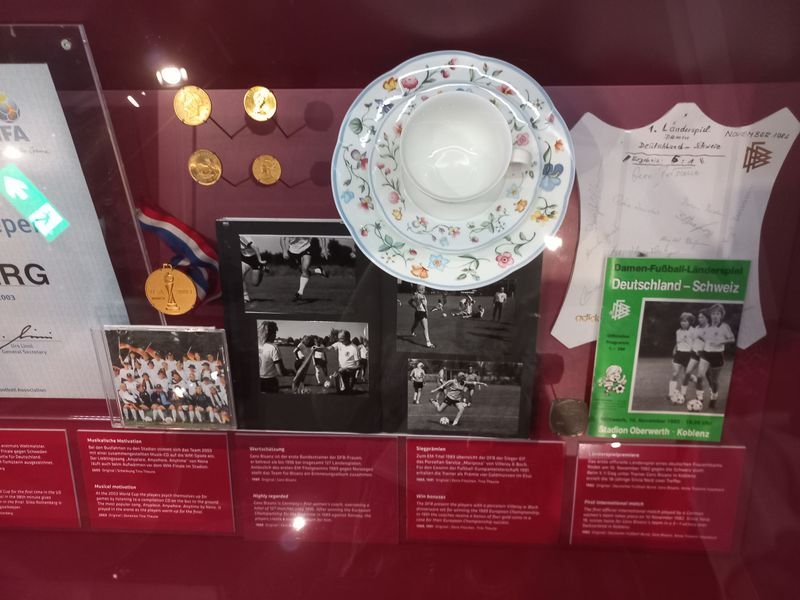
Kaffeeservice „Mariposa“ von Villeroy & Boch für die Gewinnerinnen der Fußball-EM 1989 im Deutschen Fußballmuseum

1988 schaffte die deutsche Nationalmannschaft erstmals die Qualifikation für die Europameisterschaft. Der DFB bewarb sich erfolgreich um die Ausrichtung des Finalturniers 1989. Im Halbfinale wurde Italien nach Elfmeterschießen besiegt. Dieses Spiel war das erste Frauenspiel, welches im deutschen Fernsehen live übertragen wurde. Am 2. Juli 1989 stand die deutsche Mannschaft in Osnabrück der favorisierten Mannschaft aus Norwegen gegenüber. 23.000 Zuschauer sorgten für ein ausverkauftes Stadion. Durch einen 4:1-Sieg holte die deutsche Auswahl zum ersten Mal die Europameisterschaft. Dieser Erfolg bedeutete den großen Durchbruch für den deutschen Frauenfußball, der zu dieser Zeit immer noch vielfach belächelt wurde. Kurios: Als „Siegprämie“ erhielten die Spielerinnen vom DFB je ein Kaffeeservice.

### 1990er Jahre: Durch die Bundesliga an die Weltspitze
Nach dem Erfolg bei der Europameisterschaft 1989 gab der DFB grünes Licht für die Gründung der Bundesliga. 1990 nahmen 20 Mannschaften, eingeteilt in zwei Gruppen, den Spielbetrieb auf. Während es auf der einen Seite relativ professionell arbeitende Vereine wie den TSV Siegen oder den FSV Frankfurt gab, gab es auch andere Vereine, die teilweise nur zweimal in der Woche trainierten. Schnell trennte sich die Spreu vom Weizen, was allerdings auch zur Folge hatte, dass die Pioniervereine wie Bergisch Gladbach und Duisburg nicht mehr mithalten konnten und in der Versenkung verschwanden. Dafür mischten Emporkömmlinge wie Grün-Weiß Brauweiler, der FC Rumeln-Kaldenhausen oder die SG Praunheim (später: 1. FFC Frankfurt) die Liga auf. Dennoch waren die Leistungsunterschiede immer noch zu groß, so dass der DFB die Bundesliga 1997 auf eine eingleisige Staffel mit zwölf Vereinen verkleinerte. Durch die Verkleinerung bzw. deren Folgen verschwanden Traditionsvereine wie Fortuna Sachsenross Hannover oder der SC Klinge Seckach von der Bildfläche. Dennoch war eine Leistungssteigerung nicht zu übersehen und auch der (zeitliche) Trainingsaufwand für die Spielerinnen wurde immer größer.
Die Nationalmannschaft sammelte in den 1990er Jahren fleißig Titel. Der Europameistertitel wurde 1991 verteidigt und bei der erstmals ausgespielten Fußball-Weltmeisterschaft der Frauen belegte die Mannschaft einen respektablen vierten Platz. 1993 war bei der Europameisterschaft bereits nach dem Halbfinale Endstation. Zwei Jahre später wurde die Mannschaft nach einem packenden 3:2-Sieg in Kaiserslautern über Schweden zum dritten Mal Europameister. Bei der Weltmeisterschaft in Schweden erreichte die Mannschaft das Finale, musste sich aber Norwegen mit 0:2 geschlagen geben. 1996 war Frauenfußball zum ersten Mal olympische Sportart. Die deutsche Auswahl schied unglücklich nach der Vorrunde aus. Nach dem Turnier übergab Gero Bisanz das Traineramt an seine langjährige Assistentin Tina Theune-Meyer.
Bereits ein Jahr später feierte Theune-Meyer mit der Mannschaft den vierten Europameistertitel durch einen 2:0-Sieg über Italien. 1999 fand die dritte Weltmeisterschaft in den USA statt. Im Viertelfinale musste die deutsche Auswahl gegen den Gastgeber und späteren Weltmeister bereits die Segel streichen. Ein Jahr später holte die deutsche Mannschaft die erste olympische Medaille. Durch einen 2:0-Sieg über Brasilien gewann das Team Bronze. Für den DFB war es die erste olympische Medaille seit 1988.
Ende der 1990er Jahre war Frauenfußball in Deutschland zwar immer noch eine Randsportart, dennoch wuchs die Akzeptanz ebenso wie die Zuschauerzahlen langsam. Auch die Medien räumten den Frauenfußball mehr Raum ein: ARD und ZDF übertragen zum Beispiel seit Mitte der 1990er Jahre das Finale des DFB-Pokals live.

### 21. Jahrhundert
Im Jahr 2001 wurde wieder eine Europameisterschaft in Deutschland ausgetragen. Die deutsche Mannschaft erreichte das Finale in Ulm. Gegner war Schweden. Bei strömenden Regen erzwangen die Skandinavierinnen eine Verlängerung. Claudia Müller erzielte per Golden Goal den Siegtreffer für Deutschland. Ihr Torjubel (sie zog sich das Trikot über den Kopf) brachte sie auf die Titelseite der Bild-Zeitung. „So schön kann Fußball sein!“ titelte das Boulevardblatt.
2001/02 wurde erstmals ein Europapokalwettbewerb für Vereinsmannschaften, der UEFA Women’s Cup ausgespielt. Erster Titelträger war im Mai 2002 der 1. FFC Frankfurt durch einen 2:0-Sieg über den schwedischen Meister Umeå IK. In der Bundesliga dominierten die Frankfurter die ersten Jahre des 21. Jahrhunderts. Mit dem 1. FFC Turbine Potsdam wuchs allerdings ein ernstzunehmender Rivale heran. Neben diesen beiden Vereinen gehörte der FCR 2001 Duisburg und zuletzt auch der VfL Wolfsburg zu den stärksten deutschen Vereinsmannschaften.
2003 fand die vierte Weltmeisterschaft in den USA statt. Die deutsche Auswahl nahm im Halbfinale erfolgreich Revanche an den USA und zog zum zweiten Mal ins Finale ein. Gegner war wieder einmal die Auswahl Schwedens. Die schwedische Mannschaft ging in Führung, die deutsche Mannschaft schaffte aber den Ausgleich. Das Spiel ging in die Verlängerung. Nach einem Freistoß von Renate Lingor erzielte Nia Künzer per Kopfball das entscheidende Tor. Dieses Tor wurde später zum Tor des Jahres gewählt. Somit wurde Deutschland das erste Land, das sowohl bei den Männern als auch bei den Frauen die Weltmeisterschaft gewann. Bei der Heimkehr wurde die Mannschaft vor zehntausenden begeisterten Fans am Frankfurter Römer gefeiert.
Ein Jahr später holte die deutsche Auswahl zum zweiten Mal die Bronze-Medaille bei den Olympischen Spielen. 2005 gewann die deutsche Mannschaft zum vierten Mal in Folge und zum sechsten Mal überhaupt die Europameisterschaft. Beim Turnier in England wurde im Finale die norwegische Auswahl mit 3:1 geschlagen. Es war das letzte Turnier für Tina Theune-Meyer, die das Traineramt an ihre bisherige Assistentin Silvia Neid übergab. Unter Neid gewann die deutsche Mannschaft im Jahr 2006 den Algarve-Cup und qualifizierte sich für die Weltmeisterschaft 2007, bei der sie als erstes Frauenfußballteam überhaupt erfolgreich den Titel verteidigte. Für die erfolgreiche Qualifikation bekam die Mannschaft eine Prämie in Höhe von 200.000 Euro, für den Titelgewinn erhielt jede Spielerin 50.000 Euro.
2005 gewann der 1. FFC Turbine Potsdam als zweite deutsche Mannschaft den UEFA Women’s Cup. Ein Jahr später standen sich der 1. FFC Turbine Potsdam und der 1. FFC Frankfurt im Finale gegenüber. Zum ersten Mal standen damit zwei Mannschaften aus demselben Land im Finale. Frankfurt gewann durch zwei Siege den Pokal. Das Rückspiel in Frankfurt fand vor ca. 13.000 Zuschauern statt und bedeutete einen neuen Europarekord für Vereinsspiele. Das Rückspiel wurde live im ZDF übertragen. Seit 2006 zeigt die ARD im Rahmen der Sportschau in unregelmäßigen Abständen Zusammenfassungen der Bundesliga-Topspiele.
Am 24. Mai 2008 fand das „UEFA Women’s Cup“-Endspiel zwischen dem 1. FFC Frankfurt und Umeå IK statt. Beide Vereine hatte die Chance, sich mit einem Sieg an die Spitze des europäischen Frauenfußballs zu setzen. Nachdem das Hinspiel 1:1 geendet hatte, gewann der 1. FFC Frankfurt das Rückspiel in Frankfurt mit 3:2. Durch diesen Sieg ist der 1. FFC Frankfurt mit drei „UEFA Women’s Cup“-Siegen der erfolgreichste Frauenfußballclub in Europa. Am selben Tag wurde der Zuschauerrekord im deutschen Frauenfußball (22.000), sowie der europäische Rekord im Frauenvereinsfußball (24.560) auf 27.460 Zuschauer gesteigert. Schon ein Jahr später wurde dieser Rekord erneut übertroffen, als der FCR 2001 Duisburg durch ein 1:1 im Rückspiel (nach einem 6:0-Sieg im Hinspiel) gegen den russischen Meister Swesda 2005 Perm vor 28.112 Zuschauern in der Duisburger MSV-Arena den UEFA Women’s Cup gewann. Und 2010 triumphierte der 1. FFC Turbine Potsdam im Finale der Women’s Champions League, die mit Beginn der Saison 2009/10 an die Stelle des UEFA Women’s Cup getreten war, im spanischen Getafe mit 7:6 nach Elfmeterschießen gegen die Mannschaft von Olympique Lyon.
Auch für die Nationalmannschaft ging es erfolgreich weiter: nachdem man sich bei den Olympischen Spielen von Peking 2008 zum dritten Mal in Folge die Bronzemedaille gesichert hatte, wurde bei der Europameisterschaft 2009 in Finnland zum siebten Mal (und zum fünften Mal in Folge) der Titel eingefahren. In Helsinki behielt die DFB-Elf im torreichsten Finale der EM-Geschichte gegen England mit 6:2 die Oberhand. Die Weltmeisterschaft 2011 fand in Deutschland statt und brachte im Eröffnungsspiel am 26. Juni zwischen Deutschland und Kanada mit 73.680 Zuschauern im ausverkauften Berliner Olympiastadion einen neuen europäischen Zuschauerrekord. Für das Team von Silvia Neid endete das Turnier freilich mit einer sportlichen Enttäuschung: im Viertelfinale war nach einem 0:1 nach Verlängerung gegen den späteren Turniersieger Japan bereits Endstation. Erfolgreicher verlief die Europameisterschaft 2013 in Schweden, bei der sich die deutsche Mannschaft ihren achten Europameistertitel (den sechsten in Folge) sicherte. Zunächst hatte es zwar nicht danach ausgesehen, im letzten Gruppenspiel kassierte Deutschland gar gegen Norwegen (0:1) erstmals seit 20 Jahren wieder eine Niederlage in einem EM-Endrundenspiel, doch dann fing sich die Mannschaft und nahm im Endspiel in Solna mit einem 1:0-Sieg gegen Norwegen erfolgreich Revanche. Nadine Angerer hielt in diesem Spiel zwei Elfmeter.
In der Bundesliga dominierte derweil Turbine Potsdam nach Belieben. Die Mannschaft von Trainer-Urgestein Bernd Schröder errang von 2009 bis 2012 viermal hintereinander den Meistertitel, was zuvor seit Einführung der Bundesliga noch keinem Verein gelungen war. Der Champions-League-Titel wurde 2011 jedoch nicht verteidigt: Olympique Lyon gewann das Finale in London gegen die „Torbienen“ mit 2:0 und revanchierte sich damit für die Niederlage vom Vorjahr. 2012 fand das Champions-League-Finale der Frauen im Münchner Olympiastadion statt. Dort standen sich vor 50.212 Zuschauern (neuer Zuschauer-Europarekord für Frauen-Vereinsspiele) der 1. FFC Frankfurt (als deutscher Vizemeister für den Wettbewerb qualifiziert) und Titelverteidiger Olympique Lyon gegenüber. Die Französinnen triumphierten mit 2:0.
In der Saison 2012/13 folgte dann der große Siegeszug der Frauen des VfL Wolfsburg: die von Ralf Kellermann trainierten „Wölfinnen“ gewannen das ‚Triple‘ aus deutscher Meisterschaft, DFB-Pokal und Champions-League (in der europäischen Königsklasse wurde an der Londoner Stamford Bridge Olympique Lyon mit 1:0 durch einen verwandelten Handelfmeter von Martina Müller entthront). Im folgenden Jahr bestätigte der Verein diesen Erfolg: im Champions-League-Finale wurde der schwedische Spitzenclub Tyresö FF in Lissabon mit 4:3 besiegt.
Die Erfolge des deutschen Frauenfußballs schlugen sich unterdessen auch in persönlichen Auszeichnungen nieder. Bei der seit 2001 jährlich durchgeführten Wahl zur „FIFA Weltfußballerin des Jahres“ setzten sich schon mehrmals deutsche Spielerinnen durch: dreimal Birgit Prinz (2003–2005) sowie Nadine Angerer (2013) und Nadine Keßler (2014). Angerer und Keßler wurden im jeweiligen Jahr außerdem von der UEFA als „Europas Fußballerin des Jahres“ ausgezeichnet. Ferner errangen Bundestrainerin Silvia Neid (2010, 2013, 2016) und Wolfsburgs Coach Ralf Kellermann (2014) den Titel „Welttrainer/in des Jahres Frauenfußball“.
2014/15 errang der FC Bayern München erstmals seit 39 Jahren den deutschen Meistertitel. Die erfolgreichen Frauen durften sich gemeinsam mit der Männermannschaft des Vereins, die ebenfalls Deutscher Meister geworden war, auf dem Rathausbalkon feiern lassen. Internationalen Lorbeer erwarb sich derweil der 1. FFC Frankfurt: das Team von Trainer Colin Bell behielt im Finale der Champions League im Friedrich-Ludwig-Jahn-Sportpark in Berlin gegen Paris St. Germain mit 2:1 die Oberhand und sicherte sich damit zum vierten Mal den Titel in der europäischen „Königsklasse“; den Siegtreffer erzielte Mandy Islacker erst in der Nachspielzeit.
Weniger erfolgreich war die Nationalmannschaft bei der Weltmeisterschaft 2015 in Kanada, wo am Ende ein etwas enttäuschender 4. Platz belegt wurde. Immerhin gelang damit die Qualifikation für die Olympischen Spiele 2016 in Rio de Janeiro. Dort wurde die Mannschaft Olympiasieger. Schon Ende März 2015 war bekannt geworden, dass Bundestrainerin Silvia Neid ihren im August 2016 auslaufenden Vertrag nicht verlängern wird. Ihre Nachfolgerin stand bereits fest: Steffi Jones, ehemalige Nationalspielerin und derzeit DFB-Direktorin für Frauenfußball, würde das Amt der Bundestrainerin übernehmen. Diese Entscheidung des DFB stieß auf Kritik, da Jones zwar die erforderliche Trainerlizenz besitzt, jedoch zuvor nicht als Trainerin gearbeitet hat. Bei der Europameisterschaft 2017 scheiterte die deutsche Mannschaft bereits im Viertelfinale an Dänemark. Nach schwachen Auftritten beim SheBelieves Cup 2018 wurde Jones entlassen. Das Amt wurde interimsweise von Horst Hrubesch übernommen, der zuvor keine Frauen trainiert hatte, aber die Mannschaft erfolgreich durch die Qualifikation zur WM 2019 führte. Danach übernahm Martina Voss-Tecklenburg das Traineramt, erreichte bei der WM-Endrunde mit der Mannschaft aber nur das Viertelfinale, wodurch die Qualifikation für die Olympischen Spiele 2021 verpasst wurde. Die Qualifikation für die EM 2022 gelang dagegen vorzeitig.
In der Bundesliga hatte zu Beginn der 2010er Jahre der VfL Wolfsburg die Vormachtstellung übernommen und auch zunächst zweimal die UEFA Women’s Champions League gewonnen, war in den letzten Jahren aber immer wieder an Olympique Lyon gescheitert.

## Gesellschaftliche Anerkennung
Frauenfußball hat in Deutschland einen geringeren Stellenwert als Männerfußball. Seine mediale Repräsentanz ist dementsprechend deutlich geringer. 2003 berichteten Fernsehanstalten während der Fußball-Weltmeisterschaft der Frauen insgesamt 171 Stunden vom Frauenfußball, 2007 bereits 191 Stunden. Der Deutsche Fußball-Bund hatte die TV-Rechte für den Frauenfußball im Paket mit denen der Männer verkauft. Die Zuschauerzahlen in den Stadien lagen mit insgesamt 117.000 Besuchern bei der Frauen-Fußballbundesliga in der Saison 2007/08 ebenfalls deutlich unter denen bei der Männer-Fußballbundesliga. In der Saison 2012/13 betrug der Zuschauerschnitt in der Frauen-Bundesliga 890 und bei den Männern rund 45.000 pro Spiel.
In der Saison 2022/23 stiegen die Zuschauerzahlen im Zuge der in England ausgetragenen Fußball-Europameisterschaft, der auch in Deutschland einen Boom auslöste (Deutschland hatte das Finale erreicht), stark an. Durch das immer mehr werdende Interesse wurden vereinzelt auch Spiele im Stadion der Männer-Mannschaften ausgetragen. Die Saison verzeichnete mehrere Zuschauerrekorde in der Geschichte des deutschen Frauenfußballs, unter anderem das DFB-Pokal-Finale, welches vor 44.808 Zuschauern im Rheinenergiestadion in Köln stattfand.
Am 23. März 2025 wurde das DFB-Pokal-Halbfinale zwischen dem Hamburger SV und Werder Bremen im seit Wochen ausverkauften Volksparkstadion ausgetragen. Hierbei wurde der Rekord auf 57.000 Zuschauer erhöht.

## Entlohnung
Das geringere Zuschauerinteresse schlägt sich in einer entsprechend niedrigeren Entlohnung von Frauenfußball nieder. Für den Gewinn des WM-Titels bekamen die Männer im Jahr 1974 bereits eine Prämie von umgerechnet 35.900 Euro pro Person, während den Frauen 1989 für den Gewinn der Europameisterschaft ein Kaffeeservice überreicht wurde.
| Jahr   | 1974   | 1990   | 1995  | 2002   | 2003    | 2006    | 2007   | 2010    | 2011   | 2014    | 2015   | 2018    | 2019   | 2022    | 2023    |
| ------ | ------ | ------ | ----- | ------ | ------- | ------- | ------ | ------- | ------ | ------- | ------ | ------- | ------ | ------- | ------- |
| Frauen | –      | –      | 6.000 | –      | ~15.000 | –       | 50.000 | –       | 60.000 | –       | 65.000 | -       | 75.000 | -       | 252.000 |
| Männer | 35.900 | 64.000 | –     | 92.000 | –       | 300.000 | –      | 250.000 | –      | 300.000 | –      | 350.000 | –      | 400.000 | –       |

Wie aus der Tabelle hervorgeht, erhalten die männlichen Fußballprofis im Falle eines WM-Gewinns ein Vielfaches des Preisgeldes von WM-Gewinnerinnen. Die Gehälter der Nationalspielerinnen sind ebenso maßgeblich geringer als die der Nationalspieler. Wie im Männerfußball kann sich der weitaus größte Teil der Einnahmen aus Werbeverträgen ergeben. So verdiente nach Schätzungen von Spiegel Online beispielsweise Stürmerin Birgit Prinz 2010 130.000 Euro – Bastian Schweinsteiger mehr als 100 Mal so viel. Dieses Gefälle resultiert aus den geringeren Werbeeinnahmen, die dazu führen, dass TV-Rechte zu niedrigeren Preisen gehandelt werden, und aus der geringeren Popularität der Spielerinnen, sodass Werbeverträge seltener und weniger lukrativ sind.
Auch die in der Spielordnung des DFB festgeschriebenen Entschädigungssummen bei Vereinswechseln unterscheiden sich je nach Geschlecht des Wechselnden erheblich: Männliche A- und B-Junioren in der Bundesliga kosten beispielsweise 2.500 Euro; A- und B-Juniorinnen dagegen lediglich 750 Euro. Fußballerinnen verdienen zu wenig, um sich mit dem Geld nach dem Karriereende versorgen zu können. Außerdem existieren nicht wie im Männerfußball Strukturen, die ihnen dann in eine Trainerinnen- oder Funktionärsposition verhelfen können. Fast alle Spielerinnen studieren oder arbeiten daher parallel zu ihrer Fußballkarriere.

## Finanzen
Frauenfußball in Deutschland ist kein reiner Amateursport mehr. Die Etats der Bundesligavereine bewegten sich in der Saison 2012/13 zwischen 350.000 (Aufsteiger FSV Gütersloh 2009) und 1.800.000 Euro („Wirtschaftsprimus“ 1. FFC Frankfurt). 2004 lag diese Spanne noch zwischen 35.000 und 450.000 Euro. Nach vorsichtigem Bekunden von Frankfurts Manager Siegfried Dietrich lagen die Monatsgehälter der Spielerinnen beim FFC im Jahr 2011 im unteren bis mittleren vierstelligen Bereich; dazu können noch lukrative Werbeverträge und Prämien kommen.

## Wettbewerbe

### Deutsche Meisterschaft
Wichtigster Wettbewerb ist die 1990 gegründete Bundesliga. Zunächst bestand die Liga aus zwei Staffeln zu je zehn Vereinen. In der Saison 1991/92 umfassten beide Gruppen je elf Mannschaften, da zwei Vereine aus der ehemaligen DDR aufgenommen wurden. Von 1997/98 bis zur Saison 2024/25 bestand die Liga aus einer Staffel mit zwölf Mannschaften. Zur Saison 2025/26 wird die Bundesliga auf 14 Mannschaften aufgestockt.
Der deutsche Meister qualifizierte sich ab 2001 für den Europapokalwettbewerb UEFA Women’s Cup, seit 2009 heißt dieser Bewerb UEFA Women’s Champions League und es qualifiziert sich auch der Vizemeister. Seit 2021 darf der Drittplatzierte in der Qualifikation zur Champions League antreten.
Die zwei letztplatzierten Mannschaften müssen in die 2. Bundesliga absteigen.
Die zweite Liga wurde 2004 gegründet und bestand bis zur Saison 2020/21 aus zwei Staffeln zu je zwölf Mannschaften, ab der Saison 2021/22 war sie eingleisig mit 14 Mannschaften. Im Gegensatz zur 2. Bundesliga der Männer dürfen bei den Frauen auch die zweiten Mannschaften der Bundesligisten mitwirken. Unter der 2. Bundesliga existieren fünf Regionalligen.
Die obersten vier Stufen der deutschen Ligenpyramide sehen wie folgt aus. Darunter existieren teilweise weitere regionale Landes-, Bezirks- und Kreisligen.
| Stufe | Liga                                                                                                 | Liga                                                                                                 | Liga | Liga | Liga                                          | Liga                                          | Liga                                                     | Liga                                                     | Liga                                             | Liga                                             |
| 1     | Bundesliga 14 Vereine                                                                                | Bundesliga 14 Vereine                                                                                | Bundesliga 14 Vereine | Bundesliga 14 Vereine | Bundesliga 14 Vereine                         | Bundesliga 14 Vereine                         | Bundesliga 14 Vereine                                    | Bundesliga 14 Vereine                                    | Bundesliga 14 Vereine                            | Bundesliga 14 Vereine                            |
| 1     | ↑↓ 2 Vereine                                                                                         | | | |                                               |                                               |                                                          |                                                          |                                                  |                                                  |
| 2     | 2. Bundesliga 14 Vereine                                                                             | 2. Bundesliga 14 Vereine                                                                             | 2. Bundesliga 14 Vereine | 2. Bundesliga 14 Vereine | 2. Bundesliga 14 Vereine                      | 2. Bundesliga 14 Vereine                      | 2. Bundesliga 14 Vereine                                 | 2. Bundesliga 14 Vereine                                 | 2. Bundesliga 14 Vereine                         | 2. Bundesliga 14 Vereine                         |
| 2     | ↑↓ 3 Vereine                                                                                         | | | |                                               |                                               |                                                          |                                                          |                                                  |                                                  |
| 3     | Regionalliga Nord 12 Vereine                                                                         | Regionalliga Nord 12 Vereine                                                                         | Regionalliga Nordost 12 Vereine | Regionalliga Nordost 12 Vereine | Regionalliga West 14 Vereine                  | Regionalliga West 14 Vereine                  | Regionalliga Südwest 12 Vereine                          | Regionalliga Südwest 12 Vereine                          | Regionalliga Süd 12 Vereine                      | Regionalliga Süd 12 Vereine                      |
| 3     | ↑↓ 2 Vereine                                                                                         | ↑↓ 2 Vereine                                                                                         | ↑↓ 2 Vereine | ↑↓ 2 Vereine | ↑↓ 2 Vereine                                  | ↑↓ 2 Vereine                                  | ↑↓ 3 Vereine                                             | ↑↓ 3 Vereine                                             | ↑↓ 3 Vereine                                     | ↑↓ 3 Vereine                                     |
| 4     | Verbandsliga Bremen Oberliga Hamburg Oberliga Niedersachsen (2 Staffeln) Oberliga Schleswig-Holstein | Verbandsliga Bremen Oberliga Hamburg Oberliga Niedersachsen (2 Staffeln) Oberliga Schleswig-Holstein | Berlin-Liga Landesliga Brandenburg Verbandsliga Mecklenburg-Vorpommern Landesliga Sachsen Verbandsliga Sachsen-Anhalt Thüringenliga | Berlin-Liga Landesliga Brandenburg Verbandsliga Mecklenburg-Vorpommern Landesliga Sachsen Verbandsliga Sachsen-Anhalt Thüringenliga | Mittelrheinliga Niederrheinliga Westfalenliga | Mittelrheinliga Niederrheinliga Westfalenliga | Rheinlandliga Verbandsliga Saarland Verbandsliga Südwest | Rheinlandliga Verbandsliga Saarland Verbandsliga Südwest | Oberliga Baden-Württemberg Bayernliga Hessenliga | Oberliga Baden-Württemberg Bayernliga Hessenliga |

### Pokal
Seit 1980 wird der DFB-Pokal der Frauen ausgespielt. Bis zur Einführung der Bundesliga spielten die Pokalsieger der 16 Landesverbände den Pokalsieger aus. Nach Einführung der Bundesliga waren die Erstligavereine automatisch qualifiziert und mussten sich nicht mehr über den Landespokal qualifizieren. Gleiches gilt für die Vereine der 2. Bundesliga mit der Ausnahme, dass zweite Mannschaften nicht am DFB-Pokal teilnehmen dürfen.
Das Finale fand traditionell bis zum Jahre 2009 im Berliner Olympiastadion, unmittelbar vor dem Finale der Männer statt. Seit Mitte der 1990er Jahre übertragen ARD und ZDF das Finale live. Seit 2010 wird ein eigenes Frauenfinale in Köln ausgerichtet. Rekordsieger mit elf Pokalsiegen ist der VfL Wolfsburg.

### DFB-Hallenpokal
Der DFB-Hallenpokal der Frauen wurde zwischen 1994 und 2015 insgesamt 21 Mal ausgetragen. Die ersten drei Wettbewerbe wurden in Koblenz ausgetragen, gefolgt von Frankfurt am Main in den Jahren 1997 und 1998. Im Jahr 1999 fand das Turnier einmalig in Dessau, und von 2000 bis 2008 in Bonn statt. Danach wurde die dortige Halle zu klein und es wurde ab 2009 in Magdeburg gespielt. Im Weltmeisterschaftsjahr 2011 wurde aus Termingründen die Austragung der Hallenmeisterschaft einmalig ausgesetzt. Den Vorgaben der FIFA und des DFB, den Wettbewerb ab 2016 unter den Regeln des Futsals auszutragen, erteilten die Bundesliga-Vereine eine klare Absage.
Der Männerwettbewerb wurde wegen Zuschauerschwundes und Zeitproblemen für die Jahre 2002 und 2003 ausgesetzt und 2004 formal, aber de facto bereits 2001, eingestellt. Im Gegensatz dazu erfreute sich der Frauenwettbewerb bis zum letzten Turnier stets großer Beliebtheit. Die Karten für die Veranstaltung wurden in der Regel komplett im Vorverkauf abgesetzt. Der Deutsche Fußball-Bund übertrug die Veranstaltung live auf seinem Videoportal DFB-TV. Rekordsieger sind der 1. FFC Frankfurt und der 1. FFC Turbine Potsdam mit jeweils sieben Turniersiegen. Der erste Hallenpokalsieger wurde Grün-Weiß Brauweiler (heute 1. FC Köln (Frauenfußball)) und der letzte Sieger war Bayer 04 Leverkusen (Frauenfußball).

### DFB-Supercup
Der DFB-Supercup der Frauen wurde von 1992 bis 1997 jedes Jahr ausgetragen und fand 1992, 1993 und 1995 unmittelbar vor dem DFB-Supercup der Männer statt. Hier spielte der Deutsche Meister gegen den Pokalsieger. Sollte ein Verein das Double aus Meisterschaft und Pokalsieg geholt haben, nahm der unterlegene Pokalfinalist am Supercup teil. Dies war 1995 (TSV Siegen gegen den FSV Frankfurt) und 1997 (FFC Heike Rheine gegen Grün-Weiß Brauweiler) der Fall. 2024 wurde er wieder eingeführt.

### Bundesliga-Saisoneröffnungsturnier
Das Bundesliga-Saisoneröffnungsturnier fand zwischen 1997 und 2001 jährlich statt. An diesem Turnier nahmen die zwölf Vereine der eingleisigen Bundesliga teil. Gespielt wurde zu Beginn einer neuen Saison. Dieses Turnier gewann der 1. FFC Frankfurt viermal. Nur der FFC Heike Rheine unterbrach die Frankfurter Dominanz in diesem Wettbewerb 1998.

### WM-Überbrückungsturnier
Beim WM-Überbrückungsturnier handelt es sich nicht um einen regelmäßig stattfindenden Wettbewerb. 2003 und 2007 wurde das Turnier ausgetragen, weil die WM-Endrunde während der Bundesligasaison stattfand, die dafür unterbrochen wurde. 2011 sollte mit dem sogenannten „Bundesliga-Cup“ die (durch die WM-Vorbereitung der deutschen Nationalmannschaft bedingte) lange Pause zwischen dem Ende der Bundesligasaison Mitte März und dem Beginn der Frauen-WM in Deutschland im Juni überbrückt werden. Wie bei den Saisoneröffnungsturnieren nahmen jeweils alle zwölf Bundesligisten daran teil. 2003 und 2007 wurde in drei Gruppen à vier Teams gespielt. 2003 gab es danach noch Finalspiele die der FC Bayern München für sich entschied. 2007 gewann der FCR 2001 Duisburg als bester Gruppensieger das Turnier. 2011 wurde das Turnier in zwei Gruppen à sechs Teams ausgespielt. Die beiden Gruppensieger bestritten das Endspiel, Sieger wurde der FC Bayern München.

## Vereine
Die Frauenfußball betreibenden Vereine lassen sich grob in drei Gruppen einteilen. Zum einen gibt es Mehrspartenvereine, wo die Frauenfußballabteilungen neben anderen Sportarten koexistieren. Bis in die 1990er Jahre hinein kamen diese Vereine vorwiegend aus kleinen Städten oder gar Dörfern. So kommt der TuS Niederkirchen (Deutscher Meister 1993) aus einer Gemeinde mit 2000 Einwohnern. In den letzten Jahren sind viele dieser Vereine in untere Klassen verschwunden, da sie sportlich und finanziell nicht mehr mithalten konnten. Heute kommen die Mehrspartenvereine eher aus großen und mittelgroßen Städten. Beispiele hierfür sind die SG Essen-Schönebeck oder der VfL Sindelfingen. Derzeit spielt nur noch einer dieser „kleinen Vereine“ in den oberen Ligen, der SC Sand aus dem Ortenaukreis.
Die zweite große Gruppe umfasst Vereine, die vorwiegend durch den Männerfußball bekannt sind. In der laufenden Bundesligasaison gibt es mit dem SC Freiburg, Bayern München, dem VfL Wolfsburg, Bayer 04 Leverkusen, Borussia Mönchengladbach, der TSG 1899 Hoffenheim, dem 1. FC Union Berlin, RB Leipzig und dem 1. FC Köln neun Vereine, die auch bei den Männern in der ersten Liga spielen. Die meisten dieser Vereine subventionieren die Frauenfußballabteilungen mit finanziellen Mitteln. Teilweise sind die Frauen aber auf sich allein gestellt und müssen sich selbst finanzieren. In der Regel haben die Frauenfußballabteilungen dieser Vereine einen eigenen Internetauftritt.
Ende der 1990er Jahre kam mit den reinen Frauenfußballvereinen die dritte große Gruppe hinzu. Den Anfang machte 1998 der FFC Heike Rheine, die sich aus der Frauenfußballabteilung des FC Eintracht Rheine gründete. In vielen Fällen wurde auch der Ort im Vereinsnamen ausgetauscht. So wurde zum Beispiel aus dem Stadtteilclub FC Rumeln-Kaldenhausen der FCR 2001 Duisburg oder aus der SG Praunheim der 1. FFC Frankfurt. Durch die Verselbständigung der Vereine und die Änderung des Ortsnamens wollen die Clubs den Mief des Provinziellen ablegen und bessere Vermarktungsmöglichkeiten erschließen. Eine Ausnahme von dieser Regel bildet der FFC Brauweiler Pulheim, der trotz seiner Erfolge als Grün-Weiß Brauweiler im Verein nur geduldet war.
Erfolgreichster deutscher Verein war der 1. FFC Frankfurt mit 24 nationalen und internationalen Titeln, der mittlerweile mit Eintracht Frankfurt fusioniert wurde. Die Frauen des VfL Wolfsburg gewannen 2013 das Triple, also die deutsche Meisterschaft, den Landespokal und die UEFA Women’s Champions League in derselben Saison.
| Rang | Verein                                               | Gesamt | UEFA Champions League | UEFA Women’s Cup | Meister- schaft | DFB- Pokal | DFB- Supercup | DFB- Hallenpokal | DDR- Meister schaft | DDR- Pokal |
| ---- | ---------------------------------------------------- | ------ | --------------------- | ---------------- | --------------- | ---------- | ------------- | ---------------- | ------------------- | ---------- |
| 1    | SG Praunheim/1. FFC Frankfurt                        | 27     | 1                     | 3                | 7               | 9          | –             | 7                | –                   | –          |
| 2    | SSV Turbine Potsdam/1. FFC Turbine Potsdam           | 24     | 1                     | 1                | 6               | 3          | –             | 7                | 6                   | –          |
| 3    | VfL Wolfsburg                                        | 20     | 2                     | –                | 7               | 11         | –             | –                | –                   | –          |
| 4    | TSV Siegen/Sportfreunde Siegen                       | 13     | –                     | –                | 6               | 5          | 1             | 1                | –                   | –          |
| 5    | SSG 09 Bergisch Gladbach/Bayer 04 Leverkusen         | 12     | –                     | –                | 9               | 3          | –             | –                | –                   | –          |
| 6    | FSV Frankfurt                                        | 11     | –                     | –                | 3               | 5          | 2             | 1                | –                   | –          |
| 7    | FC Bayern München                                    | 8      | –                     | –                | 6               | 1          | 1             | –                | –                   | –          |
| 8    | FC Rumeln-Kaldenhausen/FCR 2001 Duisburg             | 7      | –                     | 1                | 1               | 3          | –             | 2                | –                   | –          |
|      | FFC Brauweiler Pulheim/1. FC Köln                    | 7      | –                     | –                | 1               | 3          | 2             | 1                | –                   | –          |
| 10   | BSG Rotation Schlema/FC Wismut Aue/FC Erzgebirge Aue | 5      | –                     | –                | –               | –          | –             | –                | 2                   | 3          |

Stand: Nach Saison 2023/24.
- In den Jahren 1978, 1981, 1984 und 1987 gab es das Women’s World Invitation Tournament[27] (ab 1984 auch Chunghua Cup genannt). Hier nahm die SSG Bergisch Gladbach ab 1981 bis 1987 dreimal teil. In den Jahren 1981 und 1984 gewann der Verein das Turnier, welches als inoffizieller Weltpokal gilt. An diesem Turnier nahmen auch A- und B-Nationalmannschaften teil. Über einen offiziellen FIFA-Klub WM für Frauen[28] wurde bereits nachgedacht. 2010 sollte bereits ein Wettbewerb stattfinden, aber diese Überlegungen wurden verworfen.[29]

## Nationalmannschaft

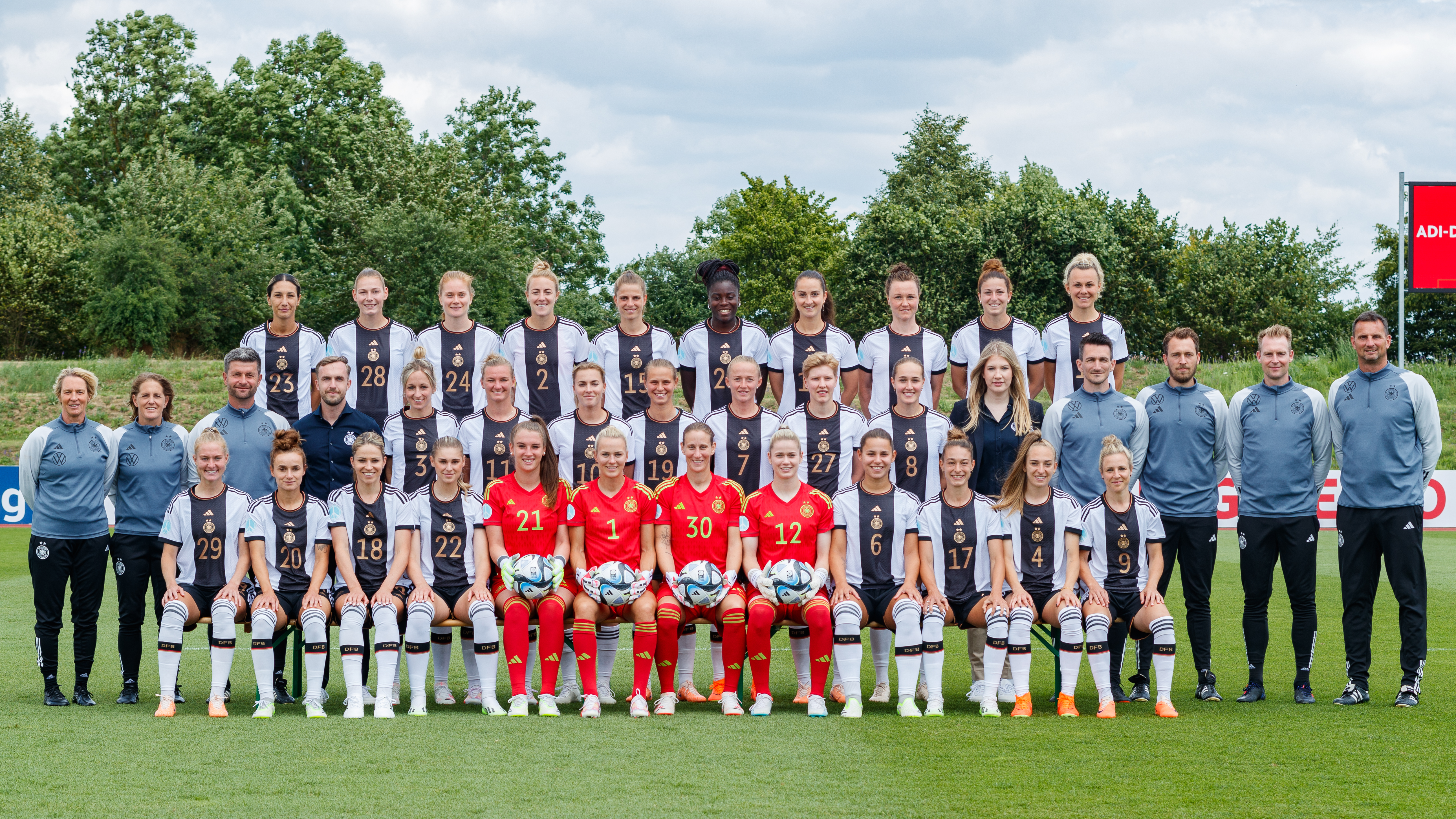
Die deutsche Fußballnationalmannschaft der Frauen (2023)

| Jahr | Gastgeber             | Ergebnis         | S | U | N | Tore  |
| ---- | --------------------- | ---------------- | - | - | - | ----- |
| 1991 | China                 | Platz 4          | 4 | 0 | 2 | 13:10 |
| 1995 | Schweden              | Vize-Weltmeister | 4 | 0 | 2 | 13:6  |
| 1999 | USA                   | Viertelfinale    | 1 | 2 | 1 | 12:7  |
| 2003 | USA                   | Weltmeister      | 6 | 0 | 0 | 25:4  |
| 2007 | China                 | Weltmeister      | 5 | 1 | 0 | 21:0  |
| 2011 | Deutschland           | Viertelfinale    | 3 | 0 | 1 | 7:4   |
| 2015 | Kanada                | Platz 4          | 3 | 2 | 2 | 20:6  |
| 2019 | Frankreich            | Viertelfinale    | 4 | 0 | 1 | 10:2  |
| 2023 | Australien/Neuseeland | Vorrunde         | 1 | 1 | 1 | 8:3   |

| Jahr | Gastgeber         | Ergebnis           | S | U | N | Tore |
| ---- | ----------------- | ------------------ | - | - | - | ---- |
| 1984 | Schweden/England  | Qualifikation      | – | – | – |      |
| 1987 | Norwegen          | Qualifikation      | – | – | – |      |
| 1989 | Deutschland       | Europameister      | 2 | 2 | 0 | 8:3  |
| 1991 | Dänemark          | Europameister      | 4 | 0 | 0 | 12:2 |
| 1993 | Italien           | Platz 4            | 1 | 2 | 1 | 9:4  |
| 1995 | Deutschland       | Europameister      | 5 | 0 | 0 | 14:4 |
| 1997 | Norwegen/Schweden | Europameister      | 3 | 2 | 0 | 6:1  |
| 2001 | Deutschland       | Europameister      | 5 | 0 | 0 | 13:1 |
| 2005 | England           | Europameister      | 5 | 0 | 0 | 15:2 |
| 2009 | Finnland          | Europameister      | 6 | 0 | 0 | 21:5 |
| 2013 | Schweden          | Europameister      | 4 | 1 | 1 | 6:1  |
| 2017 | Niederlande       | Viertelfinale      | 2 | 1 | 1 | 5:3  |
| 2022 | England           | Vize-Europameister | 5 | 0 | 1 | 14:3 |

| Jahr | Gastgeber                      | Ergebnis           | S | U | N | Tore |
| ---- | ------------------------------ | ------------------ | - | - | - | ---- |
| 1996 | Atlanta, USA                   | Vorrunde           | 1 | 1 | 1 | 06:6 |
| 2000 | Sydney, Australien             | Bronze             | 4 | 0 | 1 | 08:2 |
| 2004 | Athen, Griechenland            | Bronze             | 5 | 0 | 1 | 14:3 |
| 2008 | Peking, China                  | Bronze             | 4 | 1 | 1 | 07:4 |
| 2012 | London, Vereinigtes Königreich | nicht qualifiziert |   |   |   |      |
| 2016 | Rio de Janeiro, Brasilien      | Gold               | 4 | 1 | 1 | 14:6 |
| 2021 | Tokio, Japan                   | nicht qualifiziert |   |   |   |      |
| 2024 | Paris, Frankreich              | Bronze             | 3 | 1 | 2 | 9:6  |

## Nachwuchsarbeit
Der Gewinn der Weltmeisterschaft 2003 löste einen regelrechten Boom im Frauen- und Mädchenfußball aus. Alleine in der Saison 2005/06 waren 60 % der neuen DFB-Mitglieder weiblichen Geschlechtes.
Bis zum 12., manchmal auch bis zum 14. Lebensjahr dürfen Jungen und Mädchen in gemischten Mannschaften spielen. Danach müssen sich die Spielerinnen Mädchenmannschaften anschließen. Dieser Übergang wird vielfach kritisch gesehen. Maren Meinert (Bundestrainerin der U-19-Nationalmannschaft): „In den gemischten Mannschaften sind die Mädchen ein gewisses Niveau gewöhnt. Kommen die Spielerinnen dann in reine Mädchenmannschaften, sind viele vom Niveauabfall schockiert. Nicht wenige hören deswegen auf.“
Im Bereich der B-Juniorinnen gibt es seit 2012/13 die in drei Staffeln unterteilte B-Juniorinnen-Bundesliga. Die Staffelsieger sowie ein Zweitplatzierter spielen am Saisonende um die Deutsche B-Juniorinnen-Meisterschaft. Erster Titelgewinner nach dem neuen Modus war 2013 der FC Bayern München. Im Jahr 2014 wurde die Endrunde aus Termingründen als „Final-Four“-Turnier an einem Wochenende ausgetragen; die Münchnerinnen setzten sich erneut durch.
Zuvor waren große Vereine wie beispielsweise der 1. FFC Turbine Potsdam oder der 1. FFC Frankfurt zum Teil eigene Wege gegangen. Die B-Juniorinnen von Turbine spielten seit 2005 in der C-Junioren-Kreisliga Havelland ausschließlich gegen Jungenmannschaften. In der ersten Saison belegte die Mannschaft den zweiten Platz und fuhr dabei teilweise zweistellige Siege ein. Ebenso spielten einige Mädchenmannschaften des 1. FFC Frankfurt in der Kreisliga Hochtaunus gegen Jungenmannschaften.
Der DFB unterhält fünf Nationalmannschaften im weiblichen Nachwuchsbereich. Am erfolgreichsten ist die U-19-Nationalmannschaft bzw. U-20-Nationalmannschaft, die bisher dreimal Weltmeister sowie sechsmal Europameister wurde und damit Rekordeuropameister ist. Trainiert wird die Mannschaft von Kathrin Peter.
Die U-17-Nationalmannschaft, die von Sabine Loderer trainiert wird, gewann bisher siebenmal die Europameisterschaft.
Die U-16-Nationalmannschaft, seit Sommer 2023 von Melanie Behringer trainiert, nimmt am jährlich stattfindenden Nordic Cup, der inoffiziellen Europameisterschaft dieser Altersklasse, teil.
Die U-15-Nationalmannschaft trägt nur Freundschaftsspiele aus. Im Herbst 2006 nahmen die U-15-Juniorinnen am U-20-Länderpokal teil. Dabei düpierte die Mannschaft die teilweise vier Jahre ältere Konkurrenz und wurde punktbeste Mannschaft.